# Bevano
Il Bevàno è un torrente della Romagna il cui bacino è compreso tra quello dei Fiumi Uniti a nord e quello del Savio a sud.

## Percorso
Le sue sorgenti si trovano alle pendici di monte Maggio (329 m), nei pressi di Bertinoro in provincia di Forlì-Cesena. In pianura il torrente raccoglie le acque di molti fossati, scoli agricoli e canali di bonifica. Attraversa le frazioni di Panighina, S. Pietro ai Prati e prosegue il suo corso toccando le località Casemurate-San Zaccaria (frazioni del comune di Ravenna), in una zona dove un tempo vi era un'ampia palude, la Valle Standiana, ora bonificata. Nel suo basso corso viene affiancato da due scoli naturali, l'Acquara e la Bevanella, che confluiscono nel suo alveo presso la Pineta di Classe. Qui, vicino alla costa, tra il Bevano e il suo maggior affluente, il Fosso Ghiaia, si trova la Valle dell'Ortazzo, noto sito naturalistico di interesse ornitologico: vi si possono osservare fenicotteri, aironi e cavalieri d'Italia. 

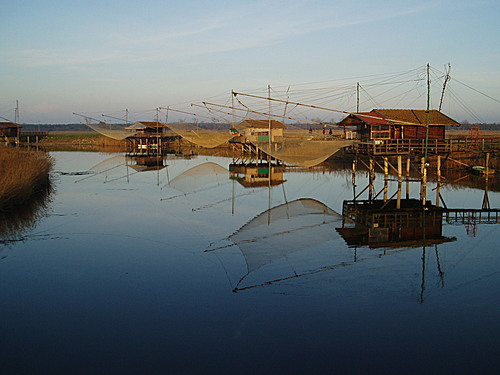
Capanni da pesca sul torrente Bevano

Dopo la confluenza del fosso Ghiaia, si avvia alla foce, in una zona costiera ancora incontaminata, caratterizzata dalla presenza di pinete, dune sabbiose, anse abbandonate del torrente, stagni salmastri e zone umide, come l'Ortazzino. Qui sfocia nel mare Adriatico, in un estuario raggiungibile a nord da Lido di Dante, a sud da Lido di Classe e a ovest da una strada sterrata, via della Sacca, che costeggia la Pineta di Classe.

## La foce
La foce presenta un elevato interesse naturalistico poiché è l'ultimo estuario meandriforme dell'alto Adriatico libero di evolvere naturalmente. L'area presenta numerosi vincoli paesaggistici e naturalistici. Il sito è classificato e tutelato come:
1. Zona Ramsar;
2. sito di importanza comunitaria, classificato IT4070009 con decreto ministeriale n. 65/2000 e denominato “Ortazzo, Ortazzino, Foce del Torrente Bevano”;
3. “Riserva naturale Duna costiera ravennate e foce torrente Bevano” (D.M. 5 giugno 1979);
4. Stazione del Parco regionale del Delta del Po (Emilia-Romagna) denominata “Pineta di Classe e Saline di Cervia”
5. Zona di vincolo idrogeologico.

Ciascuna di queste cinque aree ha una superficie diversa: 
1. La Zona Ramsar riguarda una piccola area comprendente l'ampia ansa descritta dal torrente prima di gettarsi in mare;
2. Il sito IT40700009 ha una superficie di 1256 ettari;
3. La riserva naturale, comprendente solamente la fascia litoranea, ha un'estensione di 64 ettari;
4. La stazione del Parco del Delta del Po comprende anch'essa la fascia litoranea, ma si prolunga a sud ed ha una superficie di qualche centinaio di ettari;
5. Anche la zona di vincolo idrogeologico ha un'estensione di qualche centinaio di ettari, comprendendo però un'area diversa dalla precedente.

## Fonte
- (PDF) Regione Emilia-Romagna, Foce Bevano. L'area naturale protetta e l'intervento di salvaguardia